# Wet Hot American Summer: Ten Years Later
Wet Hot American Summer: Diez años más tarde es una serie televisiva de comedia satírica creada por David Wain y Michael Showalter, y dirigida por Wain. La serie de Netflix es una secuela de la película de Wain de 2001 Wet Hot American Summer, y de su precuela de 2015, la serie de televisión Wet Hot American Summer: First Day of Camp. La serie consta de ocho episodios, y su primera emisión fue el 4 de agosto de 2017.
La serie se desarrolla en 1991 en un campamento de verano y en la ciudad de Nueva York. Showalter mencionó St. Elmo's Fire, Singles, y Reencuentro como inspiración.

## Reparto

### Reparto proveniente de la película (por orden alfabético)
Los siguientes miembros del reparto retomaron sus papeles de Wet Hot American Summer:
Bradley Cooper, quien interpretó a Ben en la primera película y en First Day of Camp, no regresó debido a errores de planificación. Él, aun así, aparece a principio del primer episodio. Adam Scott le reemplazó en el papel. Judah Friedlander y Kevin Sussman tampoco regresaron como Ron y Steve, respectivamente.

### Reparto proveniente de la miniserie
Los siguientes actores retomaron sus papeles de Wet Hot American Summer: First Day of Camp:
- Beth Dover como Shari, exnovia de Neil (3 episodios).
- Rob Huebel como Brodfard Gilroy (2 episodios).
- Samm Levine como Arty (5 episodios).[5]
- David Wain como Yaron (6 episodios).
  - Wain también interpreta al gobernador de Arkansas, Bill Clinton.
- Lake Bell como Donna (5 episodios).
- Paul Scheer como Dave, el actual productor de Lindsay (3 episodios).
- Josh Charles como Blake del Campamento Garra de Tigre (6 episodios).
- Kristen Wiig como Courtney de Campamento Garra de Tigre (1 episodio).
- Rich Sommer como Graham de Campamento Garra de Tigre (6 episodios).
- Eric Nenninger como Warner de Campamento Garra de Tigre (6 episodios).
- John Early como Logan (4 episodios).
- Chris Pine como Eric (4 episodios).
- Jason Schwartzman como Greg (4 episodios).

### Nuevo reparto
- Adam Scott como Ben, reemplazando a Bradley Cooper (7 episodios)[6]
- Mark Feuerstein como Mark (8 episodios)[7]
- Sarah Burns como Claire (8 episodios)
- Alyssa Milano como Renata Murphy (de soltera Delvecchio) (5 episodios)
- Jai Courtney como Garth MacArthur, Susie  actor de ventaja (4 episodios)[8]
- Melanie Lynskey cuando Laura (2 episodios)
- Skyler Gisondo como Jeremy "Deegs" Deegenstein, el "nuevo Andy" (3 episodios)[9]
- Joey Bragg como Seth (3 episodios)[10]
- Anne-Marie Johnson como Burkhart (3 episodios)[11]
- Chris Redd como Mason (2 episodios)[12]
- Joshua Malina como Garganta Profunda (3 episodios)
- Maya Erskine como Ginny, la prometida de Coop (3 episodios)
- Marlo Thomas como Vivían (3 episodios)
- Dax Shepard como Mikey (2 episodios)